# Alpaida marmorata
Alpaida marmorata là một loài nhện trong họ Araneidae.
Loài này thuộc chi Alpaida. Alpaida marmorata được Władysław Taczanowski miêu tả năm 1873.